# Biełusy
Biełusy (lit. Bielūsai) – dawny chutor na Litwie, w okręgu wileńskim, w rejonie święciańskim, w gminie Nowe Święciany.

## Historia
W czasach zaborów zaścianek w powiecie święciańskim, w guberni wileńskiej Imperium Rosyjskiego. W 1905 roku liczył 10 mieszkańców.
W dwudziestoleciu międzywojennym zaścianek leżał w Polsce, w województwie wileńskim, w powiecie święciańskim, w gminie Kołtyniany.
W 1931 w 1 domu zamieszkiwało 8 osób.
Od 1945 roku w Litewskiej Socjalistycznej Republice Radzieckiej.
Miejscowość została zlikwidowana w 1982 roku.